# 侠义双雄
《侠义双雄》（英語：The Gallant Duo）是1971在香港上映的一部电影，由徐增宏指导，王羽等人出演，该作主要讲述的是一个人得知杀父仇人是自己的上级，于是在之后为父报仇的故事。

## 劇情簡介
易君为了报答一个官人，于是成为了那个官人的部下，并为了官人而害死了很多的忠良，不过在这之后在一次意外中，易君得知自己的上级居然是自己的杀父仇人，于是在证据确凿后，解决掉了仇人，为父报仇。

## 演员
- 王羽
- 苗天
- 汤兰花
- 龙飞
- 山茅
- 李影
- 韓甦
- 雷峻

## 相關連結
- 香港影庫上《侠义双雄》的資料（繁體中文）
- 互联网电影数据库（IMDb）上《侠义双雄》的资料（英文）
- 豆瓣电影上《侠义双雄》的資料 （简体中文）